# Marmashen
Marmashen ou Marmrashen (en arménien Մարմաշեն) est une communauté rurale du marz de Shirak en Arménie. En 2008, elle compte 2 300 habitants.
Le monastère de Marmashen est situé sur son territoire.